# 13-те тисячоліття до н. е.
Тринадцяте тисячоліття до н. е. (XIII) — часовий проміжок з 13 000 по 12 001 рік до нашої ери.

## Події
- Балтійське море з'єднується з Атлантичним океаном.